# Anne Teuf
Anne Teuf, nom de plume d'Anne Weinstoerffer, est une illustratrice et dessinatrice de bande dessinée française née en 1964 à Aspach-le-Haut. Ses travaux s'adressent principalement à la jeunesse.

## Biographie
Originaire d'Aspach-le-Haut, Anne Teuf (Anne Weinstoerffer) grandit dans la vallée de la Thur ; elle fréquente d'abord le lycée Scheurer-Kestner de Thann puis le lycée Albert Schweitzer de Mulhouse en section artistique. Elle étudie ensuite à l'école supérieure des arts décoratifs de Strasbourg. Plus tard, elle s'installe à Paris,. En termes d'influences, elle cite Osamu Tezuka, Robert Crumb, Marc Wasterlain, Marjane Satrapi, Hiromu Arakawa.
Dans les années 1990, elle travaille pour Fripounet pendant dix ans et elle est illustratrice pour Hatier, Nathan, Larousse. Elle s'associe avec Anouk Block-Henry, qui écrit pour elle la série sur les jumelles Fil et Flo, publiée dans le magazine Les P’tites Sorcières (Fleurus presse) entre 1999 et 2013. Une compilation, intitulée Bêtises et boulettes, paraît en 2009 aux éditions Asteure.
Une première ébauche de Finnele est publiée sur le blog de Lisa Mandel en 2007. À partir de 2010, Anne Teuf nourrit le blog BD Vas-y Joséphine, le blog de Finnele où elle raconte la vie de sa grand-mère alsacienne, Joséphine Koehrlen, qui vivait à Aspach-le-Haut au moment où éclate la Première Guerre mondiale ; elle s'appuie aussi sur le journal d'un instituteur. D'abord confidentiel, le blog gagne un lectorat plus large et il est repéré par David Chauvel, qui en propose la publication aux éditions Delcourt sous le titre Finnele : le premier volume,  Le Front d'Alsace, paraît en 2014. Le volume 2, Dommages de guerre, paraît en 2016.
Dans le cadre du centenaire de la Grande Guerre, les travaux d'Anne Teuf sont exposés à Strasbourg.

## Œuvres

### Bande dessinée
- Fil et Flo : Bêtises et boulettes (dessin), scénario d'Anouk Block-Henry, éd. Asteure, 2009  (ISBN 978-2-917670-05-7)
- Finnele (scénario et dessin), Delcourt, coll. Encrages

1. Le Front d'Alsace, 2014  (ISBN 978-2-7560-4122-3)
2. Dommages de guerre, 2016  (ISBN 978-2-7560-6627-1)
3. Allers-retours, 2021  (ISBN 978-2756090948)

- La belle espérance, tome 1: Le temps des fruits verts, DELCOURT, 2022   (ISBN 9782413040002)